# Лузянин, Сергей Геннадьевич
Сергей Геннадьевич Лузя́нин (род. 23 июля 1956) — российский историк-востоковед, эксперт по международным отношениям в Восточной Азии, внутренней и внешней политике КНР, Монголии, проблемам безопасности в регионе АТР и Центральной Азии.
Доктор исторических наук. Бывший руководитель Центра изучения стратегических проблем Северо-Восточной Азии и ШОС Института Дальнего Востока РАН (ИДВ РАН). C 2016 по 2020 год — директор ИДВ РАН. Профессор МГИМО (У) МИД РФ, профессор Национального исследовательского университета «Высшая школа экономики» (НИУ ВШЭ), член Российского совета по международным делам и Научного совета при Совете безопасности Российской Федерации, президент Фонда поддержки востоковедческих исследований (ФПВИ).

## Биография
Окончил с отличием Иркутский государственный педагогический институт по специальности «История» (1977).
В 1984 году в Институте востоковедения АН СССР защитил кандидатскую диссертацию на тему «Китай в русско-монгольских отношениях 1911—1919 гг.».
В 1990-е годы находился на преподавательской работе в российских регионах. Докторская диссертация на тему «Россия — Монголия — Китай в первой половине XX в.» (ИВ РАН, 1994). В 1998 году прошёл стажировку в Институте им. Дж. Олина Гарвардского университета, США (семинар профессора С. Хантингтона).
Заместитель руководителя Центра «Россия — Китай» Института Дальнего Востока РАН (1999—2001). В 2001—2002 годах стажировался в Дипломатической академии МИД КНР (Пекин);
В 2001—2009 годах — содиректор магистерской программы «Регионы Азии и Африки» по направлению «Международное регионоведение» МГИМО (У) МИД РФ, с 2005 года профессор кафедры востоковедения, директор международного исследовательского Центра «Россия — АСЕАН» МГИМО.
В 2004—2007 годах — помощник заместителя председателя комитета по международным делам Государственной Думы Федерального Собрания РФ IV созыва.
С 2009 по ноябрь 2014 года — первый заместитель директора по науке Института Дальнего Востока (ИДВ) РАН, руководитель Центра стратегических проблем Северо-Восточной Азии и ШОС Института, профессор кафедры востоковедения МГИМО (У) МИД РФ.
С ноября 2014 года — исполняющий обязанности директора Института Дальнего Востока РАН, профессор МГИМО и НИУ ВШЭ (совместительство), президент Фонда поддержки востоковедческих исследований.
С июля 2016 по март 2020 года — директор ИДВ РАН (уволен в связи с утратой доверия).
Член научного совета при Совете безопасности Российской Федерации.
Владеет китайским, английским и монгольским языками.

## Научная деятельность
Автор более 400 научных работ, включая семь монографий:
Книги и броюшры
- Из истории взаимоотношений России, Монголии и Китая в 20-30-е годы XX века. — Улан-Батор, 1998. — 76 с. (на монг. яз.);
- Россия, Монголия, Китай в первой половине XX в. — 2-е изд. — М.: Мзд-во Института Дальнего Востока РАН, 2003.;
- Восточная политика Владимира Путина. Возвращение России на «Большой Восток» (2004—2008 гг.) — М.: АСТ, Восток — Запад, 2007. — 448 с.;
- Россия и Китай в Евразии. — М.: ИД «Форум», 2009. — 288 с.;
- Шанхайская Организация Сотрудничества 2013—2015: Прогнозы, сценарии и возможности развития. — М.: ИДВ РАН, 2013. — 87 с.;
- Проблемы обеспечения безопасности на пространстве ШОС / Отв. редактор д.и.н. С. Г. Лузянин. — М.: Весь Мир, 2017. — 168 с. — ISBN 978-5-7777-0688-1.
- Россия — Китай: формирование обновленного мира. — М.: Весь Мир, 2018. — 328 с. — ISBN 978-5-7777-0727-7.
- Бабаев К. В., Лузянин С. Г. Поворот на Восток: восточноазиатский вектор России 2014—2024. — М.: РАН, 2024. — ISBN 978-5-907645-01-1.

Статьи и главы в коллективных трудах
- Монголия, которую мы потеряли // Азия и Африка сегодня. — 1994. — № 6.
- Монголия: между Россией и Китаем (1920—1924) // Проблемы Дальнего Востока. — 1995. — № 2;
- Коминтерн, Монголия и китайская революция. 1925—1927 // Восток. — 1996. — № 1;
- Взаимоотношения России, Монголии и Китая в первой половине XX в.: проблемы, выводы и оценки // Дальний Восток России — Северо-Восток Китая. Исторический опыт взаимодействия и перспективы сотрудничества. — Хабаровск, 1998;
- «Треугольник» Россия — Монголия — Китай в 1911—1945 гг. — долговременный исторический фактор современного климата в восточной Азии // Монголия: Актуальные вопросы национальной безопасности. — Улан-Батор, 1999 (на монг. яз.);
- Дипломатическая история событий на Халхин-Голе. 1932—1939 гг. // Новая и новейшая история. — 2001. — № 2;
- Китай, Россия и Центральная Азия: разграничение региональных интересов // Китай в мировой политике. — М., 2001. — (Учебники МГИМО).